# Leptorhynchoides plagicephalus
Leptorhynchoides plagicephalus är en hakmaskart som först beskrevs av Westrumb 1821.  Leptorhynchoides plagicephalus ingår i släktet Leptorhynchoides och familjen Rhadinorhynchidae. Inga underarter finns listade i Catalogue of Life.